# Stereopalpus californicus
Stereopalpus californicus là một loài bọ cánh cứng trong họ Anthicidae. Loài này được Abdullah miêu tả khoa học năm 1965.